# Ro-18
Ro-18 (呂号第十八潜水艦) — підводний човен Імперського флоту Японії. До введення в Японії в першій половині 1920-х років нової системи найменування підводних човнів мав назву «Підводний човен № 35» (第三十五潜水艦).
«Підводний човен № 35», який належав до типу Kaichū III, спорудили у 1921 році на корабельні ВМФ у Куре. По завершенні корабель класифікували як належний до 2-го класу та включили до складу 16-ї дивізії підводних човнів, яка базувалась у тому самому Куре.
1 листопада 1924-го «Підводний човен № 35» перейменували на Ro-18.
1 квітня 1936-го Ro-18 виключили зі списків ВМФ. Корпус корабля використовували й далі, при цьому з 1 квітня 1940-го він мав позначення Haisen № 4. До капітуляції Японії Haisen № 4 використовували у Токуямі (Токійська затока), а в 1947-му здали на злам.